# BMW Central Building
BMW Central Building è un edificio realizzato a Lipsia dall'architetto Zaha Hadid. Esso occupa una superficie di 27000 metri quadri ed ospita vari uffici della BMW, che ne è anche la proprietaria.
Edificio occupa una superficie di 25.000 metri quadri e impiega al suo interno 5.500 dipendenti, con la funzione di collegando tra i tre capannoni di produzione della fabbrica.
Strutturalmente, tutte le pareti portanti, i pavimenti e i livelli degli uffici sono realizzati in calcestruzzo fuso sul posto, mentre la struttura del tetto è composta da travi strutturali in acciaio e da una struttura a telaio spaziale. La facciata è rivestita da materiali come metallo corrugato e vetro.
L'edificio ha ricevuto numerosi premi e riconoscimenti nel panorama dell'architettura, tra cui il RIBA European Award, ed è stato candidato per lo Stirling Prize.